# کارل ویتگنشتاین
کارل ویتگنشتاین (انگلیسی: Karl Wittgenstein; ۸ آوریل ۱۸۴۷ – ۲۰ ژانویهٔ ۱۹۱۳) مهندس و صنعت‌گر اتریشی بود. او که از دوستان اندرو کارنگی بود در اواخر قرن نوزدهم میلادی انحصاری را در منابع فولاد و آهن پادشاهی اتریش-مجارستان کنترل می‌کرد به‌طوری‌که در دهه ۱۸۹۰ یکی از ثروتمندترین افراد جهان بود. او پدر پاول ویتگنشتاین، نوازندهٔ پیانوی کنسرت، لودویگ ویتگنشتاینِ فیلسوف، و مارگارت استانبارو-ویتگنشتاینِ نیکوکار بود.